# Monólito de Marte

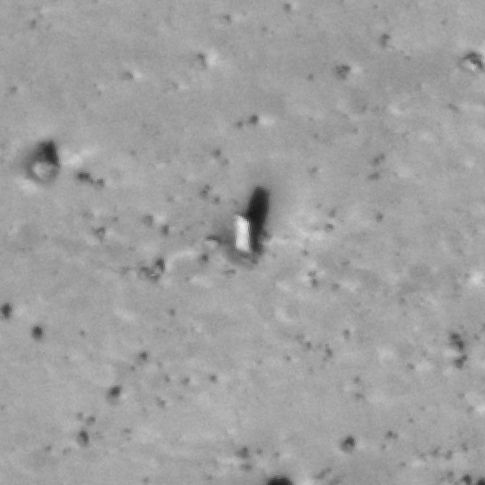
HiRISE PSP_009342_1725
(-7.2S, 267.4 E)

O monolito de Marte é um matacão retangular descoberto na superfície de Marte. Está localizado próximo ao fundo de um penhasco, provavelmente tendo caído lá no passado. A sonda Mars Reconnaissance Orbiter fotografou o monolito, enquanto orbitava a aproximadamente 300 quilômetros de distância.